# الكسندر مون
الكسندر مون (بالإنجليزية: Alexander Moon)‏ هو لاعب اتحاد الرغبي بريطاني، ولد في 6 سبتمبر 1996 في إبسوتش في المملكة المتحدة.